# Francisco Pérez Pizarro
Francisco Pérez Pizarro (Barcelona, 1911 - Alicante, 1964), fue un pintor autodidacta español reconocido internacionalmente por su pintura abstracta.

## Biografía
Nace en Barcelona en  1911. Por motivos laborales la familia de Francisco Pérez Pizarro debe ubicarse en la ciudad de Alicante cuando  tiene 3 años. En esta ciudad estudia magisterio y obtiene la plaza de maestro, aunque nunca llega a trabajar ya que, poco después, participa en la Guerra civil española en el ejército republicano. Terminada la guerra comienza su etapa pictórica en 1944 estimulado por su mujer María Poveda. En 1956 entra a formar parte del Grupo Parpalló, siendo firmante. A partir de entonces expondrá junto al grupo o de forma individual en museos y congregaciones importantes de ámbito nacional e internacional. Muere en el año 1964 a la edad de 53 años.

En 1950 participa en una exposición del Ayuntamiento organizada con motivo de las Fiestas de Invierno y coincide con otros artistas alicantinos de la época como: Gastón Castelló, Emilio Varela Isabel o Manuel Baeza. En 1951 participa en exposiciones de ámbito nacional como la Bienal de Arte de Valencia o la Bienal Hispanoamericana de Madrid. En 1952 gana el Concurso Nacional y Provincial de la Diputación de Alicante con su obra 'Primavera en la alberca' que actualmente se encuentra expuesto en el  Museo de Bellas Artes Gravina. En 1953 participa en su primera exposición internacional, la Bienal Hispanoamericana de La Habana convirtiéndose en uno de los más reputados de la provincia de alicante. En 1954 realiza su primera exposición individual, organizada por la diputación. En 1958 realiza una exposición individual en los Estudios Norteamericanos de Valencia y participa en la exposición “Alicante-París” de la Embajada de España en París. Al año siguiente participa en la Exposición Nacional de Bellas Artes y en el III Salón de Mayo de Barcelona.

## Obra pictórica
Francisco Pérez Pizarro fue un pintor autodidacta y tardío, ya que no fue hasta el año 1944 (con 33 años) cuando comenzó su carrera como artista. En sus inicios trata una pintura más figurativa con óleos y acuarelas, de corte clásico, con una luz de marcado contraste, una pincelada suelta y una perspectiva conscientemente deformada. En 1957 se considera que abandona la figuración y se sitúa en un informalismo espacialista hasta su muerte en 1964, con solo 54 años. Llegó a esta abstracción en parte por la influencia de pintores extranjeros, pero también como una evolución lógica de su periodo anterior donde la deformación de perspectiva se acaba convirtiendo en manchas y focos de luz. Durante esta etapa destaca por su singular tratamiento del óleo, un riguroso estudio del espacio y una especial forma de trabajar la acuarela que resultaba en unas obras muy traslúcidas con un enorme contraste cromático. Su amigo Francisco Armengot describe su pintura como "íntima, poética, exenta totalmente de falsos decorativismos y de espectaculares juegos de luces".

En 1956 se incorpora al grupo artístico valenciano Parpalló, participando en algunas muestras y conferencias. Pero luego fundará su propio grupo en Alicante, el Arte Actual del Mediterráneo.

## Legado
Tres años después de su muerte, en 1967, se publica el libro Homenaje a Pérez Pizarro con escritos de artistas e intelectuales alicantinos. 

Durante los años 1979 a 1983 José Ramón Clemente realizó una colección de audiovisuales filmados en super 8 para el centro cultural antecesor del actual Instituto Alicantino de Cultura Juan Gil-Albert, teniendo como protagonistas -además del propio Pizarro- a Miguel Abad Miró, Manuel Baeza, Vicente Bañuls y su hijo Daniel Bañuls Martínez, Gastón Castelló, José Antonio Cía, M. González Santana, Polín Laporta, Sixto Marco, Enrique Lledó, José Pérez Gil, R. Ruiz Morante y Emilio Varela Isabel.

En 2011, se realizó en Alicante una exposición retrospectiva de toda su obra denominada 'La voluntad abstracta de Pérez Pizarro' comisariada por Eduardo Lastres.

### Artículos
- Armengot, Francisco (1957). «Francisco Pérez Pizarro». Arte vivo (2): 5.
- Tríptico de la exposición la voluntad abstracta de Pérez Pizarro
- Lastes, Eduardo (6 de agosto de 2010). «La Pintura excelsa de Pérez Pizarro en el MUBAG». La verdad digital. La Verdad. Consultado el 29 de marzo de 2011.
- «El pintor que quiso ser abstracto». Prensa Ibérica. Información.es. 26 de marzo de 2011. Consultado el 29 de marzo de 2011.

- Datos: Q5867169